# Crowdie
Ne doit pas être confondu avec Crowder ou Crowd.
Le Crowdie est un fromage crémeux écossais. Il est souvent mangé avec des oatcakes ou avant des céilithe car il est réputé pour atténuer les effets du whisky. Sa texture est molle et friable et il a une saveur légèrement aigre. Il est pauvre en graisse comme le Cottage car il est fabriqué à partir de lait écrémé.